# 延帝夫人
延帝夫人（?—?）朴氏，又作迎帝夫人，新羅第22代君主智证王的夫人，第23代君主法興王的母亲。
智证王陰長一尺五寸，難求嘉偶，派使三道寻求。使者至牟梁部，冬老樹下見两条狗吃一塊屎，屎塊如鼓大，狗爭着啃其兩端。訪问乡人。有一小女子告知。这是部相公之女子在这里解手留下的。到家里发现她身長七尺五寸。上奏智证王。智证王排車邀入宮中。封為王后。智证王十五年（514年），智证王去世，延帝夫人之子金元宗即位，为法興王。

## 家族
- 丈夫：智证王金法敏
  - 长子：法興王金元宗
  - 儿媳：保刀夫人
  - 次子：金立宗
  - 儿媳：只召太后
    - 孙子：真兴王
    - 孙子：肅訖宗

  - 三子：金真宗
  - 女儿：普賢公主
    - 外孙：朴英失